# أسفل العين (المكلا)

تعديل مصدري - تعديل

اسفل العين هي إحدى قرى عزلة المكلا بمديرية المكلا التابعة لمحافظة حضرموت، بلغ تعداد سكانها 566 نسمة حسب تعداد اليمن لعام 2004.